# قليلة (بعلبك)
قليلة إحدى القرى اللبنانية من قرى قضاء بعلبك في محافظة بعلبك الهرمل.

وتقع بالقرب من بلدة الحرفوش وتتبعان لبلدية واحدة.